# December (Band)
December ist eine US-amerikanische Band aus Reno, Nevada, die im Jahr 1994 gegründet wurde. Ihre Musik lässt sich als eine Mischung aus Metal- und Grindcore beschreiben.

## Geschichte
Die Band wurde im Jahr 1994 gegründet. Im Jahr 1996 folgte ihr Debütalbum Rise of the Fall, das die Band ohne die Unterstützung eines Labels veröffentlichte. Das nächste Album folgte mit Praying, Hoping, Nothing im Jahr 1999. Das Album wurde über Inzane Records veröffentlicht. Im Jahr 2002 wurde The Lament Configuration über Earache Records veröffentlicht. Das Album wurde von Devin Townsend produziert. Bei den Aufnahmen bestand die Band aus Sänger Mark Moots, Gitarrist Julian Peach, Bassist Asa Dakin und Schlagzeuger Jason Thomas. Im Jahr 2003 wurde das Album Praying, Hoping, Nothing über Earache Records erneut veröffentlicht.
Sänger Mark Moots verließ die Band gegen Ende des Jahres 2003 und wurde im Frühling 2004 durch Eric Dellon ersetzt.

## Stil
Die Musik der Band wird als eine Mischung aus Metal- und Grindcore, sowie Noise beschrieben.

## Diskografie
- 1996: Rise of the Fall (Album, Eigenveröffentlichung)
- 1999: Praying, Hoping, Nothing (Album, Inzane Records)
- 1999: The NATO Project (Split mit Unite, Blackfish Records)
- 2002: The Lament Configuration (Album, Earache Records)